# 장현정
양 충왕 서평경도공 장현정(涼 沖王 西平敬悼公 張玄靚, 350년 ~ 363년, 재위 : 355년 ~ 363년)은 중국 오호십육국 시대 전량의 제8대 군주로, 자는 원안(元安)이며, 양주 안정군 오지현 사람이다.

## 생애
장현정은 장중화(張重華)의 서자로 장요령(張耀靈)의 동생이다. 354년에 장조(張祚)에 의해 양무후(凉武侯)에 책봉되었으며, 장조가 살해되자 송혼(宋混)·장거(張琚) 등이 장현정을 서평공(西平公)에 추대하였다.
또한 장조가 사용한 연호 화평(和平)을 폐지하고 다시 건흥(建興) 43년으로 돌아갔다. 뒤이어 수도 고장(姑臧)에 들어온 장관(張瓘)은 장현정을 양왕(凉王)에 추대하고 자신은 국정을 전횡하였다.
이에 반대한 이엄(李儼) 등이 각지에서 반란을 일으켰다. 356년에는 전진(前秦)에 복속하여 속국이 되었다.
장관은 폭정을 행하였기 때문에 359년에 송혼에게 살해되었으며 뒤이어 송혼이 정권을 잡았다. 송혼은 장현정에게 양왕의 칭호를 버리게 하고 양주목(凉州牧)을 자칭하게 하였다.
361년에 송혼이 병사하자 송혼의 동생 송징(宋澄)이 다시 정권을 잡았으나 곧 살해되었으며 장옹(張邕)이 정권을 잡았다. 장옹은 포악하였기 때문에 또 반정이 일어나 장옹은 자살하였으며 장천석(張天錫)이 정권을 잡았다. 장천석은 동진(東晉)의 연호 승평(升平)을 받들어 사용하였다.
363년에 장흠(張欽)이 장천석을 죽이려다 실패하자 장천석은 장현정을 살해하고 스스로 즉위하였고 시호는 충공(沖公), 동진 효무제(孝武帝)는 경도공(敬悼公)이라 시호를 하사하였다.
| 전임 백부 위왕 장조 | 제8대 전량의 군주 355년 ~ 363년 | 후임 숙부 서평도공 장천석 |

| 전임 (2년 전) 이복형 서평애공 장요령 | 동진의 서평공 355년 ~ 363년 | 후임 숙부 서평도공 장천석 |